# Cass Gilbert
Cass Gilbert (ur. 24 listopada 1859, zm. 17 maja 1934) – prominentny amerykański architekt. Był jednym z pierwszych twórców drapaczy chmur, takich jak zaprojektowany przez niego Woolworth Building. Był również projektantem budynków muzeów, siedzib stanów (np. stanu Minnesota czy stanu Arkansas) czy obiektów użyteczności publicznej (np. budynek Sądu Najwyższego Stanów Zjednoczonych). W latach 1908–1909 był prezydentem American Institute of Architects, amerykańskiej organizacji skupiającej architektów.

## Życiorys
Urodził się w Zanesville w stanie Ohio. Kiedy miał 9 lat, jego rodzina przeprowadziła się do St. Paul, stolicy Minnesoty. Po śmierci ojca wychowywała go matka. Uczęszczał na zajęcia z architektury na MIT. Jego żoną była młodsza o trzy lata Julia Finch, którą poznał w 1880 roku w Nowym Jorku. Julia zmarła w 1952 roku.
W St. Paul zaprojektował m.in. część budynków uniwersyteckich Uniwersytetu Świętego Tomasza, szereg domów przy Summit Avenue czy biurowce w centrum miasta.
Jako pionier w dziedzinie tworzenia drapaczy chmur, w 1910 roku został wynajęty przez Franka Woolwortha do zaprojektowania siedziby jego firmy na Broadwayu w Nowym Jorku. Początkowo Woolworth Building miał mierzyć 190,5 metra, jednakże ostatecznie jego wysokość wyniosła 241 metrów. Koszty – 13,5 miliona dolarów – zostały w pełni opłacone w gotówce przez zamawiającego. W momencie ukończenia ten drapacz chmur był najwyższym budynkiem na świecie.

## Galeria obiektów zaprojektowanych przez Cassa Gilberta

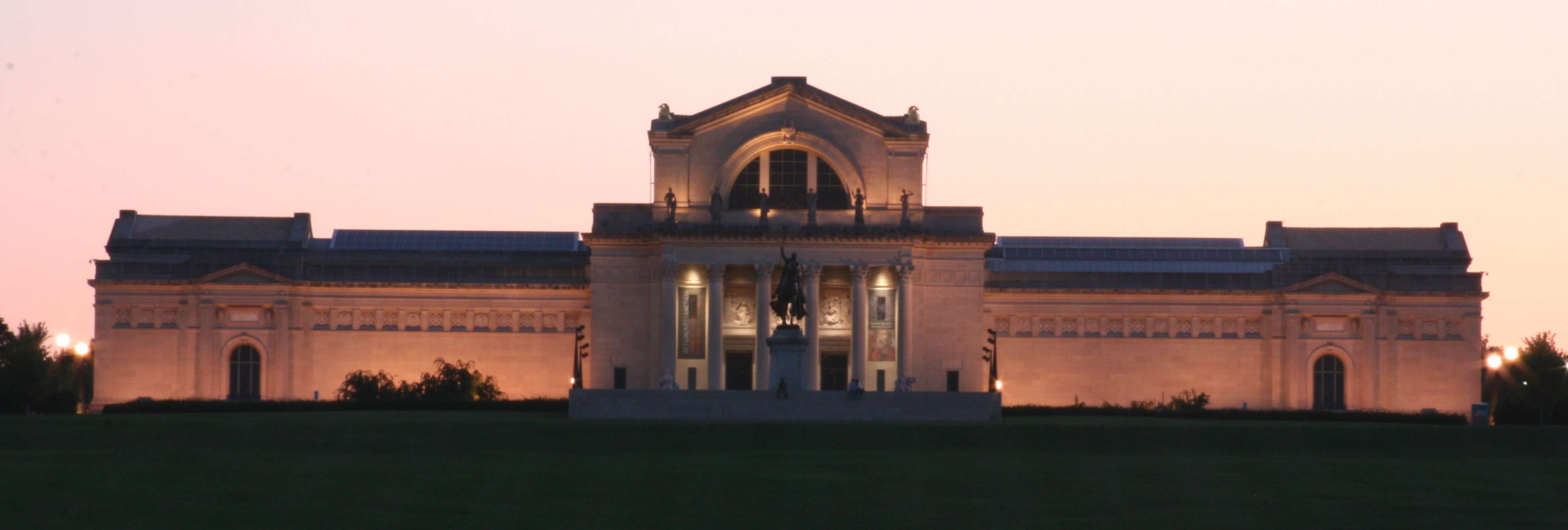
Saint Louis Art Museum
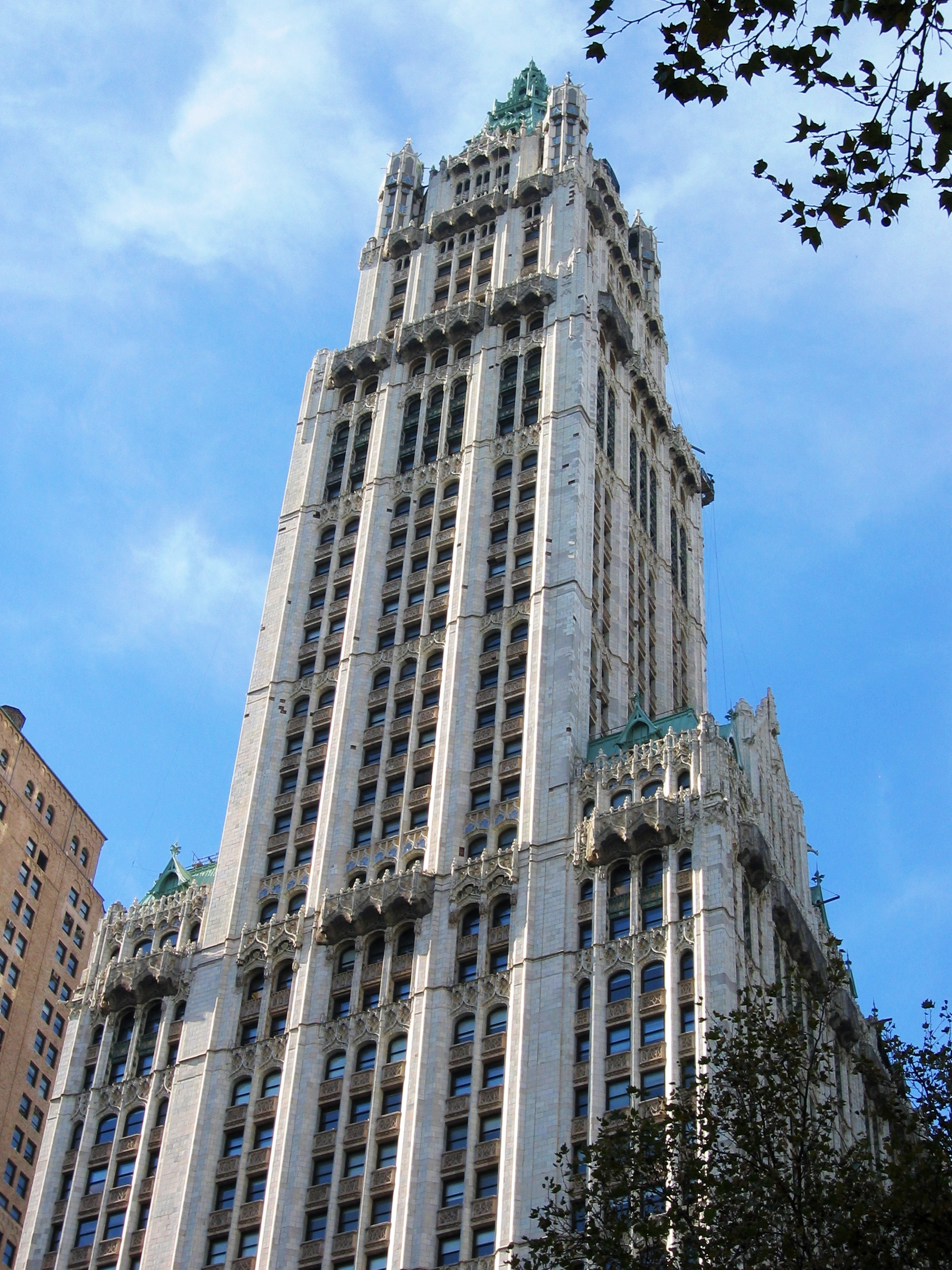
Woolworth Building
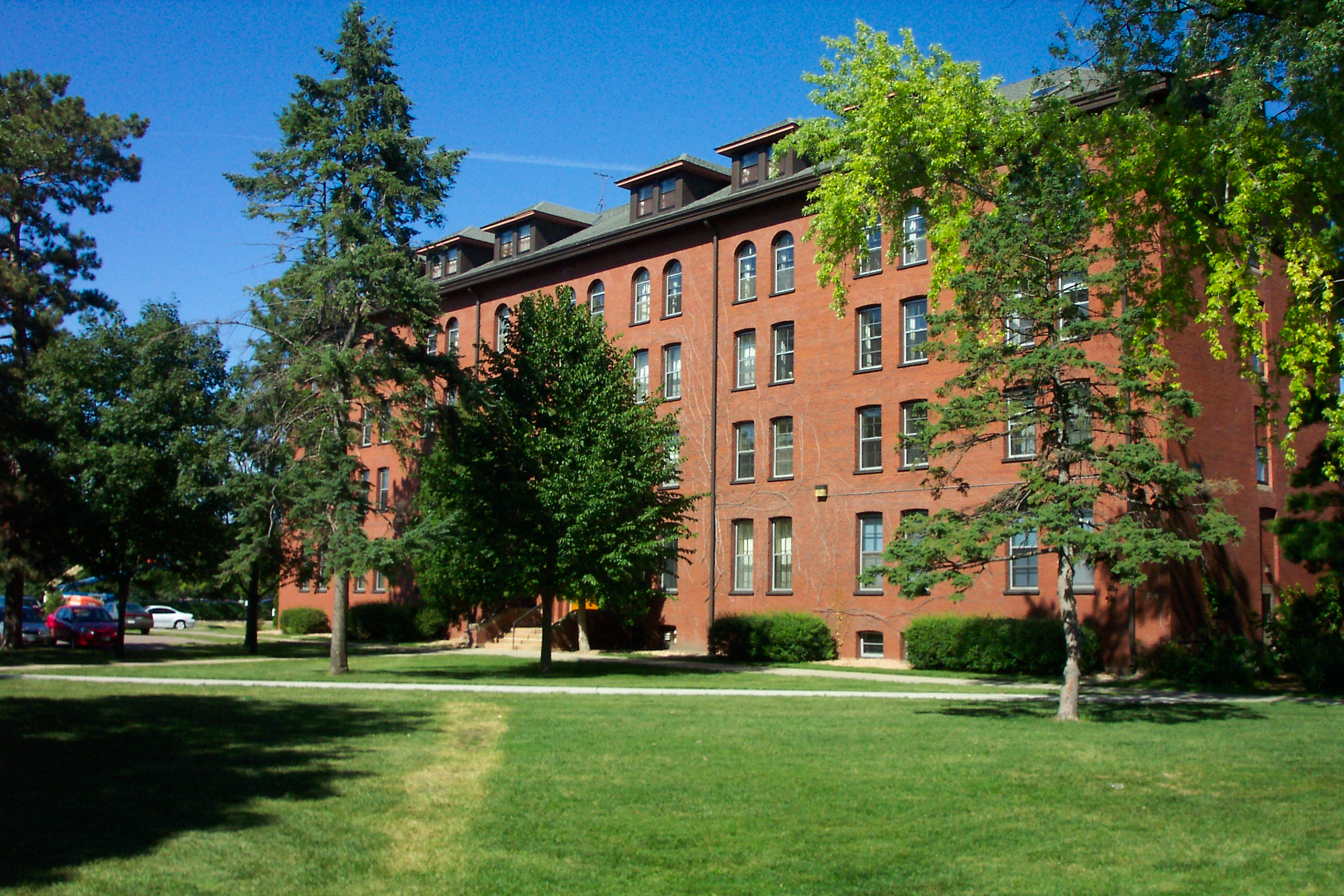
Cretin Hall